# Tyresö kommunvapen

Tyresö kommunvapen innehåller tre vattenhjul och en oxpanna

Tyresö kommunvapen har tagit upp symboler från Tyresö kommuns historia. Oxpannan kommer från ätten Oxenstiernas vapen och avser Gabriel Oxenstierna. Gabriel renoverade det gamla medeltida Tyresö slott och lät ordna så att Tyresö blev en egen socken 1636. De tre vattenhjulen syftar på forsarna Follbrinksströmmen, Uddbyfallen och Nyfors kring vilka tidig industri, som drevs med vattenkraft, anlades av Gabriel Oxenstiernas svärdotter Maria Sofia De la Gardie.

## Blasonering
Blasonering: I fält av guld en av vågskuror bildad röd ginbalk, belagd med tre vattenhjul av guld och ovan åtföljd av en röd oxpanna med horn och öron.

## Bakgrund
Vapnet fördes tidigare av Tyresö landskommun, för vilken det fastställdes av Kungl. Maj:t 1954. Vapnet togs fram av Riksarkivet, som inhämtade tillstånd från medlemmar av släkten Oxenstierna innan det fastställdes. Det registrerades för Tyresö kommun 1974. Tyresö påverkades inte av kommunreformen i början av 1970-talet, så den moderna kommunen, som har samma gränser som landskommunen, kunde helt enkelt registrera det i oförändrat skick enligt de nya regler som då hade börjat gälla för juridiskt skydd av svenska kommunvapen.